# Kevin Florent
Kevin Florent (* 27. Juli 1964 in Lutcher (Louisiana)) ist ein ehemaliger US-amerikanischer Basketballspieler. Er besitzt auch die Staatsbürgerschaft Zyperns.

## Leben
Der 1,96 Meter messende Flügelspieler war zwischen 1983 und 1988 Mitglied der Basketball-Hochschulmannschaft der Southern University im US-Bundesstaat Louisiana. Dort war er Mannschaftskollege des späteren NBA-Spielers und -Trainers Avery Johnson. Florent war 1986/87 (17,1 Punkte/Spiel) und 1987/88 (21,0 Punkte/Spiel) bester Korbschütze seiner Mannschaft. Seine erste Station im Profibasketball waren 1988 die Palm Beach Stingrays in der US-amerikanischen Liga USBL. Anschließend ging Florent ins Ausland und stand in der Saison 1989/90 beim deutschen Bundesligisten TTL Bamberg unter Vertrag. Mit 511 erzielten Punkten war er in diesem Spieljahr bester Korbschütze der Franken. Er stand mit Bamberg im Frühjahr 1990 im Endspiel um den DBB-Pokal, das man in Hin- und Rückspiel jedoch gegen Bayer Leverkusen verlor. Im Meisterschaftshalbfinale schied Florent mit Bamberg ebenfalls gegen Leverkusen aus. Auch im europäischen Vereinswettbewerb Korać Cup trat er mit den Franken an, man kam nicht über das Sechzehntelfinale hinaus.
Florent wechselte 1990 ein erstes Mal nach Zypern, blieb zwei Jahre beim Klub Pezoporikos in Larnaka. In der Saison 1992/93 stand der US-Amerikaner beim französischen Zweitligisten Tours unter Vertrag, Florent erreichte dort einen Punkteschnitt von 19,5 je Begegnung. Es folgte die Rückkehr nach Zypern, er stand in den folgenden Jahren in Diensten von ENAD Nikosia und von AEK Larnaka. Mit Larnaka spielte er auch im Korać Cup. Florent spielte bei Hapoel Afula in der zweiten Liga Israels, bei Omonia Nikosia und 1998/99 dann beim deutschen Zweitligisten Teamwork Paderborn.
Florent ging anschließend nach Zypern zurück, dort spielte er für verschiedene Mannschaften. Mit Achilleas Nikosia, Keravnos Strovolou, AEL Limassol, Apoel Nikosia und Apoel Limassol sammelte er im Laufe der Jahre auch Europapokalerfahrung. Teils war Florent bei seinen Mannschaften Spielertrainer beziehungsweise spielender Co-Trainer. Als Spieler wurde er 2001 mit Keravnos Strovolou Meister Zyperns. Als Trainer war Florent mehrfach bei Campveranstaltungen in Italien tätig, ehe er in sein Heimatland zurückging und Lehrer sowie Basketballtrainer an der Schule Chapelgate Christian Academy in Marriottsville (US-Bundesstaat Maryland) wurde.